# 近藤祐記
近藤 祐記（こんどう ゆうき、7月24日 - ）は、日本の女性声優。新潟県出身。イエローテイル所属だったが、2018年8月9日をもって退所し、フリーランスとなった

## 出演作品

### ゲーム
- L2 Love×Loop（モブ女他）
- 出撃!! 乙女たちの戦場2〜天翔ける衝撃の絆〜（リナ[2]、神崎夏海[3]）
- 戦極姫2（羽柴秀吉）
- 世界はあたしでまわってる～光と闇のプリンセス～（フーガの女狐、炎のマジョ）

### 吹き替え
- エコーズ2（看護師）
- 大秦帝国